# Patagonka
Patagonka (Cyanoliseus patagonus) – gatunek średniej wielkości ptaka z rodziny papugowatych (Psittacidae). Jest jedynym przedstawicielem rodzaju Cyanoliseus. Zasiedla Argentynę i centralne Chile, poza sezonem lęgowym także Urugwaj. Nie jest zagrożona wyginięciem; dość często spotykana w niewoli.

## Podgatunki i zasięg występowania
Wyróżnia się 4 podgatunki C. patagonus:
- patagonka ciemna[5] (C. p. andinus) Dabbene & Lillo, 1913 – północno-zachodnia Argentyna
- C. p. conlara Nores & Yzurieta, 1983 – zachodnio-środkowa Argentyna
- patagonka argentyńska[5] (C. p. patagonus) (Vieillot, 1818) – środkowa, południowo-wschodnia Argentyna; zimą dalej na północ, sporadycznie aż po południowy Urugwaj
- patagonka chilijska[5] (C. p. bloxami) Olson, 1995 – środkowe Chile

## Morfologia

### Wygląd
Głowa, szyja oraz plecy są u samca oliwkowobrązowe z oliwkowym nalotem. Gardło i pierś są zielonobrązowe, dolne partie ciała – żółte z oliwkowym nalotem, a pióra nogawki i środek brzucha – pomarańczowoczerwone. Sterówki są zielone z niebieskim nalotem, od spodu brązowe. Dookoła oka widać białą obrączkę z nieopierzonej skóry, przed sezonem lęgowym się powiększa. Niektóre osobniki na piersi mają białe znaczki (kropki, kreski itp.). Dymorfizm płciowy nie jest zbyt wyraźnie zaznaczony, samica jest mniej intensywnie ubarwiona. Młode ptaki podobne są do dorosłych, lecz górna część dzioba jest nie szara, ale w kolorze kości słoniowej. Tęczówka jest szara, u dorosłych jasnożółta. Patagonki tworzą kolonie lęgowe liczące nawet po 5000 osobników.

### Wymiary
- długość ciała: 45–48 cm
- masa ciała: 256–281 g (patagonus), 315–390 g (bloxami)[7]

## Ekologia i zachowanie

### Biotop
Lasy oraz trawiaste zarośla. Najczęściej przebywa w koronach drzew.

### Pożywienie
Zjada owoce krzewów i drzew, a także pączki drzew i nasiona.

### Długość życia
Dożywa ok. 20 lat.

### Lęgi
Lęgi w Chile trwają od października do listopada, a w populacji argentyńskiej jest to grudzień i styczeń. Gniazda tych ptaków to tunel wykopany w skale wapiennej, w zboczu lub klifie nad wodą, kończący się komorą gniazdową. Samica znosi od 2–4 jaj, i wysiaduje je przez 25 dni. Młode opuszczają je po ok. 56 dniach.

### Początki hodowli w Europie
Zostały przywiezione do Europy w 1868. W 1957 roku w Holandii rozmnożyły się po raz pierwszy. Pierwszą powieszoną im budkę całkowicie zniszczyły, ale gdy hodowca zrobił budkę z pnia o średnicy 22 cm, wysokości 50 cm i otworem wlotowym o średnicy 10 cm, para patagonek założyła tam gniazdo. Samiczka zniosła 3 jaja, a okres inkubacji trwał 25 dni, aż wykluł się pierwszy pisklak. Po 8 tygodniach cała trójka opuściła budkę, ale jeszcze 8 miesięcy ich górna część dzioba była bledsza niż u ich rodziców.

## Status
Międzynarodowa Unia Ochrony Przyrody (IUCN) uznaje patagonkę za gatunek najmniejszej troski (LC – least concern) nieprzerwanie od 1988 roku. Liczebność światowej populacji szacuje się na około 95 tysięcy dorosłych osobników, najliczniejszy jest podgatunek nominatywny. Trend liczebności populacji uznaje się za spadkowy.